# Berchinger Rossmarkt
Der Rossmarkt in Berching  ist ein Volksfest in Berching im bayerischen Landkreis Neumarkt in der Oberpfalz, dessen Tradition bis ins Mittelalter zurück reicht. Der Markt, der ursprünglich als Handelsplatz für Nutztiere, insbesondere Pferde, diente, entwickelte sich im Laufe der Zeit zu einem kulturellen Ereignis und Publikumsmagneten.

## Geschichte des Rossmarkts
Die Ursprünge des Rossmarkts reichen bis ins Mittelalter zurück, als Berching ein bedeutender Handelsort in der Region war. Pferde, die damals ein zentrales Transport- und Arbeitstier darstellten, waren für Landwirtschaft, Handel und Militär von entscheidender Bedeutung. Der Rossmarkt bot eine Plattform, auf der Bauern, Händler und Handwerker Pferde handeln konnten. Schriftliche Erwähnungen des Marktes finden sich bereits in Urkunden aus dem 14. Jahrhundert. Im Laufe der Jahrhunderte veränderte sich die Funktion des Rossmarkts. Mit der zunehmenden Mechanisierung der Landwirtschaft und der Verdrängung der Pferde durch Maschinen nahm die Bedeutung des Pferdehandels ab. Dennoch blieb der Rossmarkt als Tradition erhalten und wandelte sich zu einer Mischung aus Volksfest, Brauchtumspflege und touristischer Attraktion.

## Ablauf und Highlights
Der Rossmarkt findet jedes Jahr im Februar statt und zieht Besucher aus der gesamten Region und darüber hinaus an. Der Markt beginnt traditionell mit einem feierlichen Einzug der Pferde, begleitet von Musik- und Trachtengruppen. Höhepunkt des Tages ist die Präsentation der Pferde auf dem historischen Marktplatz von Berching. Hier werden die Tiere nach Kategorien wie Rasse, Alter und Einsatzmöglichkeit bewertet und prämiert. Neben dem Pferdehandel bietet der Rossmarkt ein buntes Rahmenprogramm. Dazu gehören Verkaufsstände mit regionalen Produkten, Handwerksvorführungen und kulinarische Spezialitäten wie der traditionelle „Rossmarkt-Krapfen“.

## Redner der letzten Jahrzehnte
Ein besonderes Element des Rossmarkts sind die Festreden von prominenten Persönlichkeiten aus Politik, Wirtschaft und Kultur. Die folgenden Redner prägten die vergangenen Jahrzehnte in chronologischer Reihenfolge:
- 1964: Regierungspräsident Ernst Emmerig
- 1965: Regierungspräsident Rudolf Birkl
- 1966: Regierungspräsident Ernst Emmerig
- 1967: Staatsminister für Ernährung, Landwirtschaft und Forsten Hans Eisenmann
- 1968: Staatsminister Otto Schedl
- 1970: Staatsminister für Ernährung, Landwirtschaft und Forsten Hans Eisenmann
- 1971: Staatsminister für Ernährung, Landwirtschaft und Forsten Simon Nüssel
- 1972: Präsident des Bauernverbands Constantin Heereman von Zuydtwyck
- 1973: Franz Josef Strauß
- 1974: Ministerpräsident  Alfons Goppel
- 1975: Franz Josef Strauß
- 1976: MdB Heinrich Aigner
- 1977: Franz Josef Strauß
- 1978: Staatsminister Alfred Dick
- 1979: Stellv. Ministerpräsident Karl Hillermeier
- 1980: Gerold Tandler
- 1981: Heinz Rosenbauer
- 1982: Ministerpräsident Franz Josef Strauß
- 1983: Bundestagspräsident Richard Stücklen
- 1984: Ministerpräsident Franz Josef Strauß
- 1985: Staatssekretär Edmund Stoiber
- 1986: Staatssekretär Simon Nüssel
- 1987: Generalsekretär des Deutschen Bauernverbands Schnieders
- 1988: Staatsminister des Innern August Lang
- 1989: Staatsminister für Ernährung, Landwirtschaft und Forsten Simon Nüssel
- 1990: Ministerpräsident Max Streibl
- 1991: Alois Glück
- 1992: Bundesfinanzminister Theo Waigel
- 1993: Staatssekretär Josef Miller
- 1994: Ministerpräsident Edmund Stoiber
- 1995: Landwirtschaftsminister Reinhold Bocklet
- 1996: Staatssekretärin Monika Hohlmeier
- 1997: Bayer. Finanzminister Erwin Huber
- 1998: Bundeskanzler Helmut Kohl[2]
- 1999: Sozialministerin Barbara Stamm
- 2000: Innenminister Günther Beckstein
- 2001: Umweltminister Werner Schnappauf
- 2002: Wirtschaftsminister Otto Wiesheu
- 2003: Ministerpräsident Edmund Stoiber
- 2004: Landwirtschaftsminister Josef Miller
- 2005: Wissenschaftsminister Thomas Goppel
- 2006: Staatsminister Eberhard Sinner
- 2007: Bundesminister für Landwirtschaft, Ernährung und Verbraucherschutz Horst Seehofer
- 2008: Innenminister Joachim Herrmann
- 2009: Ministerpräsident Horst Seehofer
- 2010: Staatsminister für Umwelt und Gesundheit Markus Söder
- 2011: Ministerpräsident Horst Seehofer
- 2012: Landtagspräsidentin Barbara Stamm
- 2013: Ministerpräsident Horst Seehofer
- 2014: Wirtschaftsministerin Ilse Aigner
- 2015: Bundesminister für Ernährung und Landwirtschaft Christian Schmidt
- 2016: Staatsminister für Finanzen, Landesentwicklung und Heimat Markus Söder
- 2017: Ministerpräsident Horst Seehofer
- 2018: Staatsminister für Finanzen, Landesentwicklung und Heimat Markus Söder
- 2019: Staatsministerin für Ernährung, Landwirtschaft und Forsten Michaela Kaniber
- 2020: Staatsminister des Innern, für Sport und Integration Joachim Herrmann
- 2021: Kein Rossmarkt aufgrund der COVID-19-Pandemie in Deutschland
- 2022: Kein Rossmarkt aufgrund der COVID-19-Pandemie in Deutschland
- 2023: Ministerpräsident Markus Söder[3]
- 2024: Staatsministerin für Ernährung, Landwirtschaft, Forsten und Tourismus Michaela Kaniber[4]
- 2025: Ministerpräsident Markus Söder[5]

## Bedeutung für die Region
Der Rossmarkt ist ein wichtiges kulturelles Ereignis und ein Wirtschaftsfaktor für die Stadt Berching und die umliegende Region. Er fördert den Tourismus und trägt dazu bei, die regionale Identität und das Gemeinschaftsgefühl zu stärken. Darüber hinaus bietet der Rossmarkt eine Gelegenheit, alte Traditionen und Bräuche zu bewahren. Er dient als Plattform für die Vermittlung von Wissen über Pferdezucht sowie ländliches Brauchtum und verbindet Generationen.